# 嚴端 (1844年)
嚴端（1844年—1956年）字直方，广西省昭平县庇江乡森冲村人。中国民主革命家，中华民国政治人物。

## 生平
嚴端的父亲嚴梦奎在森冲开办“鑫盛”等店铺，当地有说法称“富不过鑫盛”。严端17岁赴桂林读大馆，后来考选廪生。22岁自费赴日本东京早稻田大学学习政治经济学，在日本期间参加中国同盟会，并兼任中国同盟会广西支部会计。
1910年毕业归国，参加清朝留学生廷试及第，奖法政科举人，吏部七品小京官。后来被派赴湖南省见习。不久，奉中国同盟会之命，回到广西运动广西藩台王芝祥等人起义。随后，陆荣廷继任广西都督，组织广西军政府，设4司2局，严端被任命为财政司司长，并被南京方面推选为国民党广西省党部副部长。1913年，因为随康有为等人上书保皇，乃被免职。
不久，严端转任苏皖赣调查税务特派员，广东烟酒税特派员兼广东禁烟督察局总办，中央财政部禁烟副主任兼江苏禁烟总局局长
等职。段祺瑞执政时期，严端为善后会议广西代表。后来，历任国民革命军第七军驻沪代表，香港赈灾驻沪代表，上海中华民国制糖公司总经理等职。1933年，被选为立法院立法委员。1943年，日军侵入广西，严端疏散回家乡，与何香凝、陈劭先、千家驹等人组织“昭平民众抗日自卫工作委员会”，严端任主任。抗日战争胜利后，严端赴广东经营冰块代理。1953年，严端被广州市文史研究馆吸收为文史研究员。
1956年，严端在广州病逝。

## 著作
严端喜爱诗词，著有《栖梧诗集》、《寸红词草》、《玉屑集》等等。